# Birkhoven

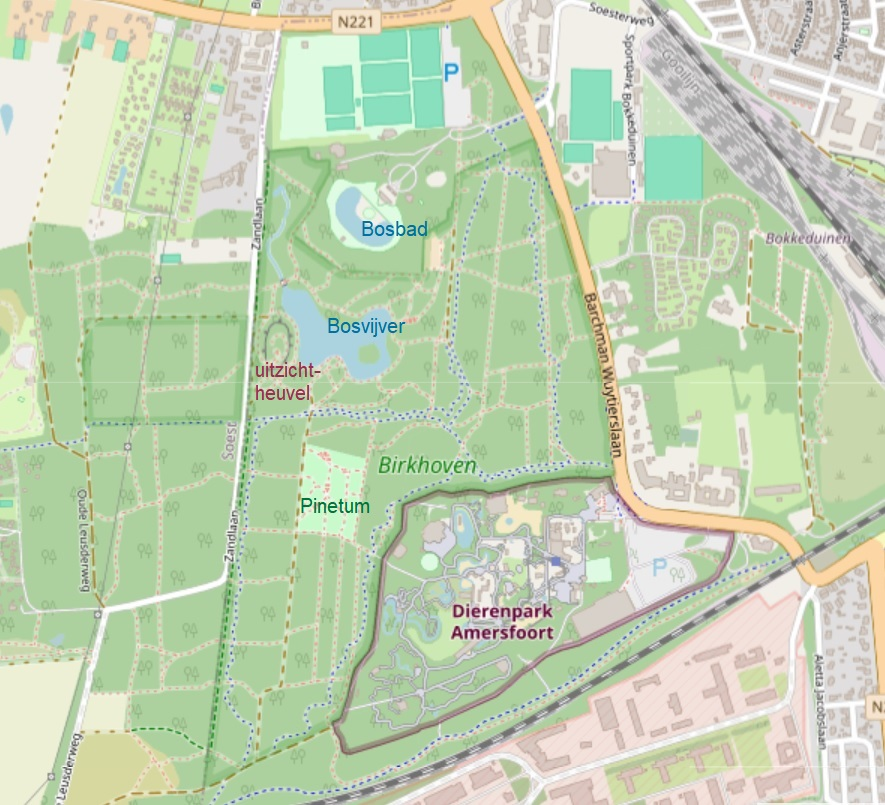
ligging Birkhoven

Birkhoven is een parkachtig bos en voormalig landgoed ten westen van Amersfoort. Het ligt aan de rand van de Utrechtse Heuvelrug. Het gebied heeft een oppervlakte van ongeveer 60 ha. In het westen grenst het aan het natuurgebied Monnikenbos (Soest) en aan de Lange Duinen. In het zuiden wordt de grens gevormd door de spoorlijn Amersfoort-Utrecht. In het noorden vormt de oude straatweg tussen Soest en Amersfoort (N221, de Birkstraat, genoemd naar het oude gehucht De Birkt) de grens. In het oosten wordt het begrensd door de Barchman Wuijtierslaan en het natuurgebied Bokkeduinen. Het Dierenpark Amersfoort ligt in het bos Birkhoven.
Eind 2004 heeft de gemeente Amersfoort het gebied in eigendom gegeven aan de Stichting Het Utrechts Landschap.

## Geschiedenis

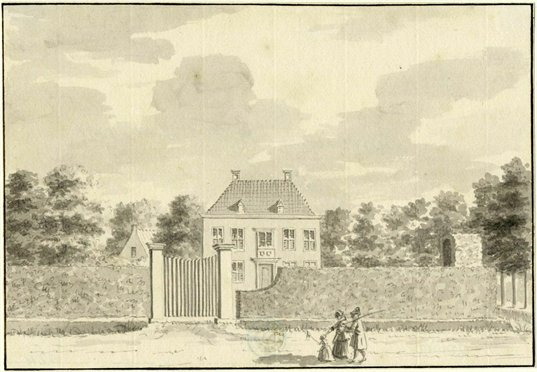
Het huis Birkhoven in 1731
Tekening van L.P. Serrurier

In de middeleeuwen lag er een buurtschap De Birkt tussen Soest en Amersfoort. Een groot deel van het land in de buurtschap was in het bezit van het klooster Mariënhof. Hieraan herinnert nog het Monnikenbos ten westen van Birkhoven.
Het huis Birkhoven bevond zich aanvankelijk langs de Oude Soesterweg op de plaats waar thans een woonwagenkamp is, binnen de grens van de gemeente Amersfoort op de rand het industrieterrein Isselt. Het huis is ongetwijfeld genoemd naar de buurtschap waarin het zich bevond.
Over de eerste aanleg van het landgoed is weinig bekend. Aan het eind van de 18e eeuw was het in het bezit van de burgemeestersfamilie Methorst. In 1824 vestigde Jan Cock Blomhoff zich op het landgoed. Hij liet iets meer naar het zuiden, aan de (nieuwe) Soesterstraatweg een landhuis bouwen. Cock Blomhoff was het laatste opperhoofd van de Nederlandse factorij in Japan op het schiereiland Decima. Het goed kreeg in de volksmond de naam "Japanse bosjes". In de loop van de tijd werd het landgoed aanzienlijk uitgebreid, en omvatte uiteindelijk ook een groot agrarisch gebied ten noorden van de straatweg, tot aan de Eem toe.
In 1907 werd Birkhoven openbaar verkocht. De gemeente Amersfoort werd eigenaar van dat deel van het landgoed dat thans bekend is onder de naam Birkhoven en Bokkeduinen. Het huis Birkhoven werd verbouwd tot hotel-restaurant. Er werd dwars door de bossen een weg aangelegd, de Barchman Wuijtierslaan, genoemd naar de burgemeester onder wiens gezag Birkhoven werd aangekocht. Het gedeelte ten oosten van deze weg werd Bokkeduinen genoemd. Er werd een grote renbaan aangelegd en een openluchttheater. De renbaan vormde het begin van het Sportpark Birkhoven aan de noordzijde van het gebied.
In de jaren dertig volgden de aanleg van een bosvijver, een uitzichtheuvel, het pinetum en een bosbad, het huidige Bosbad Amersfoort in de noordoosthoek.
In 1948 werd het Dierenpark Amersfoort in de zuidoosthoek van Birkhoven aangelegd.
Op de plaats van het landhuis Birkhoven verrees in 1972 een verzorgingstehuis, dat enige tijd Pasadena heeft geheten, maar dat tegenwoordig ook de naam Birkhoven draagt. De Barchman Wuijtierslaan werd omgelegd.
Regelmatig vonden er kleine en grote ingrepen plaats die het natuurgebied verkleinden.
Toen in 1997 een plan op tafel kwam om in het noorden van Birkhoven een groot overdekt sportcomplex aan te leggen, voerde de Vereniging Behoud Bos Birkhoven en Bokkeduinen (kortweg: VBBBB) hiertegen actie.
Nadat de Stichting Het Utrechts Landschap eigenaar van het bos Birkhoven werd, kwam aan de jarenlange onzekerheid over dit deel van het voormalige landgoed Birkhoven een eind. Birkhoven hield de functie van natuurgebied. Bij het beheer diende als uitgangspunt het Beheerplan Birkhoven Bokkeduinen 2000 - 2010 dat in opdracht van de gemeente werd opgesteld.

## Natuur en cultuur
Een groot deel van het bos is gemengd bos: het bestaat uit een mengsel van loofhout en naaldbomen. Een aantal percelen bestaat overwegend uit naaldhout. Opvallend zijn onder andere de grove dennen, waarvan sommige al meer dan honderd jaar oud zijn en de soms (voor Nederlandse begrippen) zeer grote Douglassparren. Door het voorkomen van zandduinen heeft het gebied enig reliëf. Er liggen een paar fraaie lanen (waaronder een laan die afwisselend beplant is met beuken en douglassparren) in het bos.
Een fietspad naar de Korte Duinen doorkruist het bos van oost naar west.
In het bos bevinden zich een aantal parkachtige elementen. In de jaren dertig van de 20e eeuw zijn deze aangelegd in het kader van de werkverschaffing. Allereerst is er de bosvijver, met de uitzichtheuvel (die overigens door de bomen al vele jaren geen uitzicht meer biedt). Aan de bosvijver grenst de rododendronvallei. Even verderop naar het zuiden ligt het pinetum Birkhoven, een fraaie collectie exotische naaldbomen.

## Wandelingen
Bij de VVV-Amersfoort is een eenvoudige brochure te verkrijgen, uitgegeven door het IVN, waarin een wandeling van circa anderhalf uur door Birkhoven wordt beschreven, met allerhande informatie over het gebied en de flora en fauna.
Eveneens verkrijgbaar bij de VVV-Amersfoort: een kleine brochure over het "Eem- en duinpad", dat door Birkhoven loopt (18, 10 of 8 km).
Het klompenpad "Het Derde Erf" loopt eveneens door Birkhoven.
Amerongse Bos
· Amerongse Bovenpolder
· Landgoed Beerschoten
· Beukenburg
· Biltse Duinen
· Birkhoven
· Blauwe Kamer
· Blikkenburg
· Bloeidaal
· Bornia
· Bosch en Duin
· Breeveen
· Broekerbos
· Buitenplaatsen Driebergseweg
· Dartheide
· Elster Buitenwaarden
· Grebbeberg
· Heidestein
· Hoge Ginkel
· Hooge Kampse Plas
· Hoog Moersbergen
· Houdringe
· Juliusput
· Kasteelbos Renswoude
· De Kievit
· Kooilust
· Kozakkenput
· De Krakeling
· Laarsenberg
· De Leyen
· Lockhorsterbos
· Lunenburgerwaard
· Maartensdijkse Bos
· Middelwaard
· Moersbergen
· Niënhof
· Noordhout
· Okkersbos
· Oostbroek
· Over-Holland
· Palmerswaard
· De Paltz
· Panbos
· Plantage Willem III
· Pleinesbos
· De Pol
· Ridderoordse Bos
· Sandenburg
· Sandwijck
· De Schammer
· Stameren
· Landgoed Stoutenburg
· Viaanse Bos
· Viaanse polders en uiterwaarden
· Vikinghof
· Park Vliegbasis Soesterberg
· Vijverbos
· Vijverhof
· Voordorpse polder
· Willem Arntszbos
· Witte Hull
· De Woerd
· Wulperhorst
· Zeisterbos